# صلاحيت (القفر)
صلاحيت هي إحدى قرى عزلة بني مسلم بمديرية القفر التابعة لمحافظة إب، بلغ تعداد سكانها 361 نسمة حسب تعداد اليمن لعام 2004.